# Pali Wewa
El Pali Wewa, modern Vavunikkulam, fou una gran dipòsit d'aigua construït pel rei Gamani de Sinhala. Es troba al districte de Mullaitivu a la província del Nord, prop de la població de Vuvunikkalam o Bavanikulam
Quan estava ple mesurava vuit km². La llargada de l'embassament fet al riu Pali Aru era d'uns 3 km. La part alta de l'embassament era de entre 3 i 4 metres. Modernament el terraplè es va deteriorar en cinc llocs i va quedar cobert de selva. La seva capacitat era de 16.877 m3. Fou aprofitada modernament pel reg i va caure en mans dels Tigres d'Alliberament Tàmil als anys noranta, sent ocupat pels singalesos el 2009.